# Jazz+Az
A Jazz+Az egy magyar könnyűzenei együttes volt az 1990-es évek végén.

## Története
A formációt Geszti Péter ötlete hozta létre. Az 1997-es A miniszter félrelép és az 1998-ban forgatott, majd 1999-ben bemutatott Kalózok című magyar filmekhez kellett zenét alkotni. (Előbbihez csupán egy dalt, míg az utóbbihoz a teljes anyagot.) Dés Lászlót kérte fel zeneszerzőnek, akivel már 1996-ban együtt dolgozott A Dzsungel könyve című musicalen. Geszti írta a szövegeket a rapbetétekkel átszőtt, fülbemászó dallamvilágú, ám igényes hangszerelésű zeneszámokhoz. Vokalistának három fiatal és tehetséges énekesnőt kért fel: Kozma Orsolyát, Váczi Esztert és Behumi Dorottyát.
A filmzene hamarabb jelent meg és népszerűbb lett, mint maga a film, amihez készült.
Az első kiadott lemezt 1999-ben egy vagányabb, funkysabb album és egy remixlemez követte, majd 2000-ben egy búcsúkoncerttel feloszlott az együttes. Mindhárom énekesnő saját zenekart alapított.
2020. január 17-én mindössze egy telt házas koncert erejéig összeálltak a Papp László Budapest Sportarénában, amit 2021. augusztus 13-án egy második koncert is követett a tokaji Fesztiválkatlanban.

## Kiadott lemezek

### Albumok
- Kalózok filmzene (1998)
- Egynek jó (1999) (Arany Zsiráf díj 2000)
- Ez meg mi?! (2000)

### DVD
- Koncert + Story DVD (2003)